# 日吉町
日吉町是奉天滿鐵附屬地的一個町。位於今天的中華人民共和國遼寧省瀋陽市和平區的西塔街一帶，鄰接柳町、宮島町、橋立町、松島町、江島町，在北七條通盡頭。日吉町的中心道路为现在市府大路西端。